# Wahlkreis Reinickendorf 1
Der Wahlkreis Reinickendorf 1 ist ein Abgeordnetenhauswahlkreis in Berlin. Er gehört zum Wahlkreisverband Reinickendorf und umfasst die Gebiete Reinickendorf/Ost und Reinickendorf/West (teilweise).

## Abgeordnetenhauswahl 2023
Bei der Wahl zum Abgeordnetenhaus von Berlin 2023 traten folgende Kandidaten an:
| Name                    | Partei           | Anteil der Erststimmen | Anteil der Zweitstimmen |
| ----------------------- | ---------------- | ---------------------- | ----------------------- |
| Burkard Dregger         | CDU              | 37,2 %                 | 34,5 %                  |
| Bettina König           | SPD              | 23,0 %                 | 19,3 %                  |
| Thorsten Weiß           | AfD              | 11,5 %                 | 11,8 %                  |
| Holger Lütge            | Grüne            | 10,9 %                 | 12,6 %                  |
| Hakan Taş               | Die Linke        | 08,5 %                 | 08,2 %                  |
| Juliane Janin           | Tierschutzpartei | 03,7 %                 | 03,2 %                  |
| Andreas Otto            | FDP              | 02,6 %                 | 03,0 %                  |
| Steffen Männig          | Die PARTEI       | 01,9 %                 | 01,4 %                  |
| Tobias Eder             | Freie Wähler     | 01,8 %                 | 01,1 %                  |
| Uwe Skrypczinski        | dieBasis         | 00,5 %                 | 00,4 %                  |
| Andreas Neumann         | ÖDP              | 00,2 %                 | 00,1 %                  |
| –                       | Sonstige         | –                      | 04,4 %                  |
| Wahlberechtigte: 27.733 |                  |                        |                         |
| Wahlbeteiligung: 50,2 % |                  |                        |                         |

## Abgeordnetenhauswahl 2021
Bei der Wahl zum Abgeordnetenhaus von Berlin 2021 traten folgende Kandidaten an:
| Name                    | Partei           | Anteil der Erststimmen | Anteil der Zweitstimmen |
| ----------------------- | ---------------- | ---------------------- | ----------------------- |
| Bettina König           | SPD              | 27,2 %                 | 23,7 %                  |
| Burkard Dregger         | CDU              | 23,8 %                 | 21,4 %                  |
| Holger Lütge            | Grüne            | 12,2 %                 | 13,2 %                  |
| Thorsten Weiß           | AfD              | 11,2 %                 | 10,7 %                  |
| Hakan Taş               | Die Linke        | 09,4 %                 | 09,1 %                  |
| Andreas Otto            | FDP              | 05,3 %                 | 05,6 %                  |
| Juliane Janin           | Tierschutzpartei | 05,0 %                 | 03,2 %                  |
| Steffen Männig          | Die PARTEI       | 02,3 %                 | 01,8 %                  |
| Tobias Eder             | Freie Wähler     | 01,8 %                 | 01,1 %                  |
| Uwe Skrypczinski        | dieBasis         | 01,5 %                 | 01,2 %                  |
| Andreas Neumann         | ÖDP              | 00,3 %                 | 00,2 %                  |
| –                       | Team Todenhöfer  | –                      | 02,9 %                  |
| –                       | Die Grauen       | –                      | 01,4 %                  |
| –                       | Sonstige         | –                      | 04,5 %                  |
| Wahlberechtigte: 28.334 |                  |                        |                         |
| Wahlbeteiligung: 64,0 % |                  |                        |                         |

## Abgeordnetenhauswahl 2016
Bei der Wahl zum Abgeordnetenhaus von Berlin 2016 traten folgende Kandidaten an:
| Name                              | Partei           | Anteil der Erststimmen | Anteil der Zweitstimmen |
| --------------------------------- | ---------------- | ---------------------- | ----------------------- |
| Burkard Dregger                   | CDU              | 26,6 %                 | 22,2 %                  |
| Bettina König                     | SPD              | 26,3 %                 | 23,9 %                  |
| Thorsten Weiß                     | AfD              | 19,4 %                 | 18,9 %                  |
| Hakan Taş                         | Die Linke        | 09,1 %                 | 08,8 %                  |
| Nicole Holtz                      | Grüne            | 08,9 %                 | 09,0 %                  |
| Andreas Otto                      | FDP              | 05,2 %                 | 05,5 %                  |
| Gerd Lindenblatt                  | Piraten          | 02,6 %                 | 01,7 %                  |
| Frank Ditsche                     | Einzelbewerber   | 01,8 %                 | 0–                      |
| –                                 | Graue Panther    | 0–                     | 02,8 %                  |
| –                                 | Tierschutzpartei | 0–                     | 02,6 %                  |
| –                                 | Die PARTEI       | 0–                     | 01,9 %                  |
| –                                 | Sonstige         | 0–                     | 02,7 %                  |
| Wahlberechtigte: 29.725 Einwohner |                  |                        |                         |
| Wahlbeteiligung: 55,5 %           |                  |                        |                         |

## Abgeordnetenhauswahl 2011
Bei der Wahl zum Abgeordnetenhaus von Berlin 2011 traten folgende Kandidaten an:
| Name                              | Partei                | Anteil der Erststimmen | Anteil der Zweitstimmen |
| --------------------------------- | --------------------- | ---------------------- | ----------------------- |
| Burkard Dregger                   | CDU                   | 34,0 %                 | 32,3 %                  |
| Bettina König                     | SPD                   | 33,6 %                 | 30,9 %                  |
| Marvin Hassan                     | Grüne                 | 09,6 %                 | 11,0 %                  |
| Michael Schulz                    | Piraten               | 08,8 %                 | 08,1 %                  |
| Felix Lederle                     | Die Linke             | 04,8 %                 | 05,1 %                  |
| ?                                 | pro Deutschland       | 02,3 %                 | 01,3 %                  |
| ?                                 | Die Freiheit          | 01,4 %                 | 01,2 %                  |
| ?                                 | FDP                   | 01,4 %                 | 01,6 %                  |
| ?                                 | Deutsche Konservative | 00,7 %                 | 00,5 %                  |
| –                                 | NPD                   | –                      | 03,2 %                  |
| –                                 | Tierschutzpartei      | –                      | 02,3 %                  |
| –                                 | BIG                   | –                      | 01,3 %                  |
| –                                 | Sonstige              | –                      | 01,2 %                  |
| Wahlberechtigte: 30.085 Einwohner |                       |                        |                         |
| Wahlbeteiligung: 49,6 %           |                       |                        |                         |

## Abgeordnetenhauswahl 2006
Bei der Wahl zum Abgeordnetenhaus von Berlin 2006 traten folgende Kandidaten an:
| Name                              | Partei         | Anteil der Erststimmen |
| --------------------------------- | -------------- | ---------------------- |
| Walter Momper                     | SPD            | 37,1 %                 |
| Michael Wegner                    | CDU            | 33,4 %                 |
| Sibylle Meister                   | FDP            | 07,8 %                 |
| Heiner von Marschall              | Grüne          | 06,6 %                 |
| Peter Spenst                      | WASG           | 05,0 %                 |
| Tibor Haraszti                    | REP            | 04,4 %                 |
| Siglinde Schaub                   | Die Linke      | 03,9 %                 |
| Frank Ditsche                     | Einzelbewerber | 01,9 %                 |
| Wahlberechtigte: 30.400 Einwohner |                |                        |
| Wahlbeteiligung: 52,1 %           |                |                        |

## Abgeordnetenhauswahl 2001
Bei der Wahl zum Abgeordnetenhaus von Berlin 2001 traten folgende Kandidaten an:
| Name                              | Partei         | Anteil der Erststimmen |
| --------------------------------- | -------------- | ---------------------- |
| Ulrich Brinsa                     | CDU            | 39,8 %                 |
| Karla Borsky-Tausch               | SPD            | 38,8 %                 |
| Peter Tiedt                       | FDP            | 09,5 %                 |
| Renate Herranen                   | PDS            | 04,8 %                 |
| Dietmar Rönsch                    | Grüne          | 04,6 %                 |
| Frank Ditsche                     | Einzelbewerber | 01,3 %                 |
| Klaus-Dieter May                  | Einzelbewerber | 01,1 %                 |
| Wahlberechtigte: 31.027 Einwohner |                |                        |
| Wahlbeteiligung: 64,6 %           |                |                        |

## Abgeordnetenhauswahl 1999
Bei der Wahl zum Abgeordnetenhaus von Berlin 1999 traten folgende Kandidaten an:
| Name                              | Partei | Anteil der Erststimmen |
| --------------------------------- | ------ | ---------------------- |
| Joachim Bohm                      | CDU    | 54,9 %                 |
| Reinhard Roß                      | SPD    | 29,1 %                 |
| Dirk Thesenvitz                   | Grüne  | 04,7 %                 |
| Renate Herranen                   | PDS    | 04,3 %                 |
| Peter Dörrenbächer                | Graue  | 04,0 %                 |
| Sibylle Meister                   | FDP    | 01,7 %                 |
| Bianca Heines                     | BID    | 01,3 %                 |
| Wahlberechtigte: 31.832 Einwohner |        |                        |
| Wahlbeteiligung: 62,6 %           |        |                        |

## Abgeordnetenhauswahl 1995
Der Wahlkreisverband Reinickendorf umfasste zur Abgeordnetenhauswahl am 22. Oktober 1995 sieben, seit 1999 sind es sechs Wahlkreise. Ein direkter Vergleich ist daher nicht möglich.

## Bisherige Abgeordnete
Direkt gewählte Abgeordnete des Wahlkreises Reinickendorf 1:
| Jahr | Name            | Partei | Anteil der Erststimmen |
| ---- | --------------- | ------ | ---------------------- |
| 2023 | Burkard Dregger | CDU    | 37,2 %                 |
| 2021 | Bettina König   | SPD    | 27,2 %                 |
| 2016 | Burkard Dregger | CDU    | 26,6 %                 |
| 2011 | Burkard Dregger | CDU    | 34,0 %                 |
| 2006 | Walter Momper   | SPD    | 37,1 %                 |
| 2001 | Ulrich Brinsa   | CDU    | 39,8 %                 |
| 1999 | Joachim Bohm    | CDU    | 54,9 %                 |